# Computer Programming
Computer Programming è stata una rivista tecnico-scientifica italiana dedicata alla programmazione.

## Storia
Nata nel 1991 con il sottotitolo "il primo mensile di programmazione", la testata ha col tempo ampliato i temi trattati, producendo guide, recensioni, anteprime, analisi e commenti e interviste su: Linux, Windows, Visual Basic, C++, database, Java, programmazione per Internet, web design ed altro.
Pubblicata per circa vent'anni in più di 180 numeri, con l'avvento di Internet e la proliferazione di portali dedicati all'informatica la rivista ha subìto una lenta contrazione delle vendite che ha infine causato il passaggio dalla pubblicazione in formato cartaceo e digitale a quello unicamente digitale (pdf), anch'esso poi non più aggiornato dal 2011, in previsione di una gestione cooperativa della società.
Le vendite di vecchio materiale proseguono tuttavia per mezzo della piattaforma lulu.com.